# Tomismo

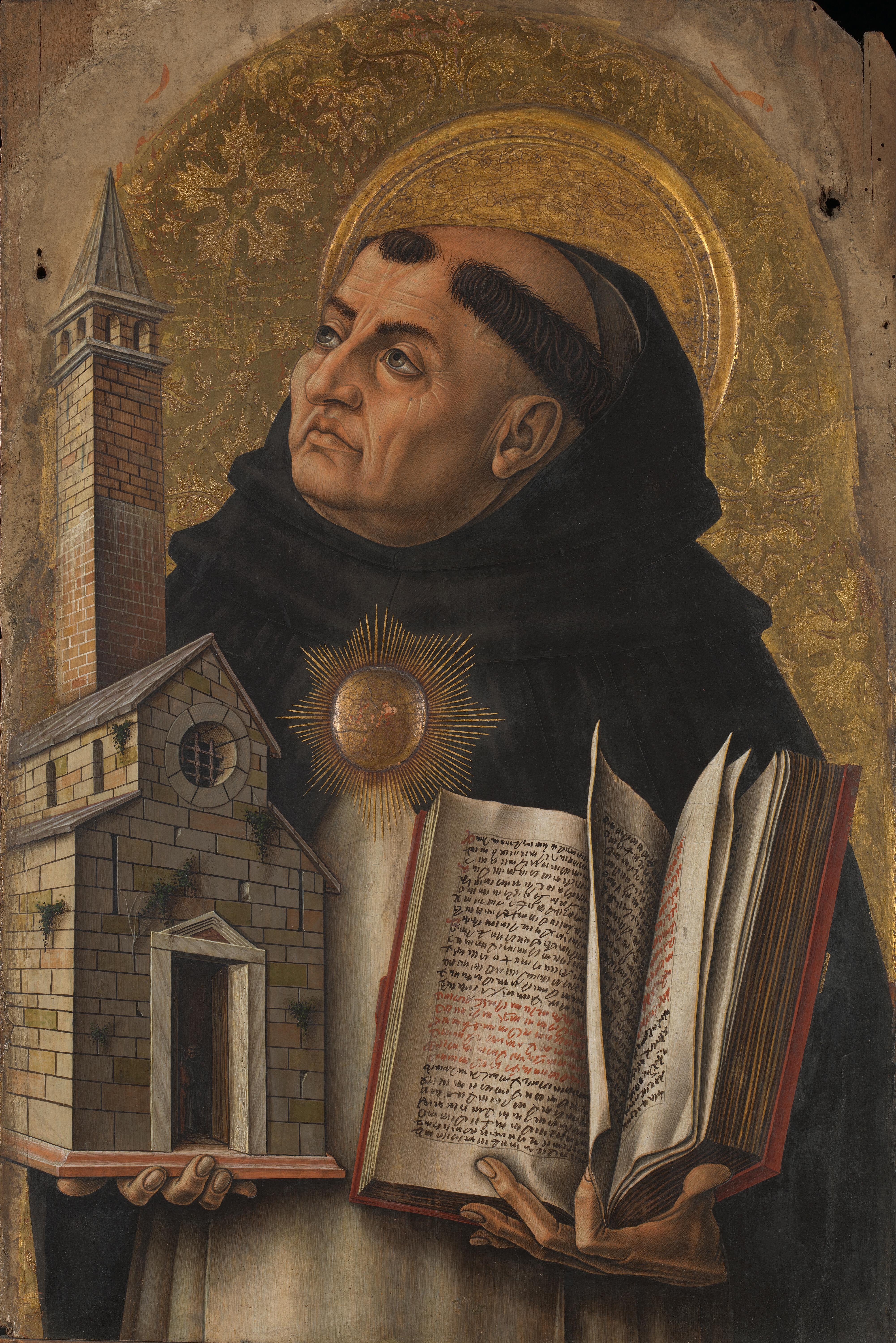
Santo Tomás de Aquino

O tomismo é o sistema filosófico e teológico de Santo Tomás de Aquino (1225 - 1274), posteriormente aprofundado pela corrente de pensadores influenciados por ele. Caracteriza-se sobretudo pela sua aceitação do uso da razão na especulação teológica, mas sem confundir seu domínio com o da fé. É notória a influência platônica e, sobretudo, aristotélica; por esta, a tradição tomista é frequentemente chamada aristotélico-tomista.

## Aspectos gerais
Na base do sistema tomista está sua tentativa de encontrar uma harmonia entre a filosofia e a teologia. Santo Tomás é o principal expoente da ideia desenvolvida na escolástica chamada de philosophia ancilla theologiae, a filosofia como serva da teologia. Esta concepção, porém, não busca diminuir a razão em detrimento da fé, mas sim apresentar uma relação de ordenação: por um lado, a filosofia está ordenada à teologia; por outro, a teologia necessita da filosofia como um preâmbulo, uma fundamentação. Nisto, Santo Tomás se distancia tanto das correntes racionalistas do averroísmo de seu tempo, como do fideísmo que se desenvolveria posteriormente (sobretudo com Guilherme de Ockham).
Esta harmonia buscada entre fé e razão encontra diversos paralelos em outros âmbitos, como aquele entre teologia e filosofia, Igreja e Estado, e, ultimamente, Deus e o homem. Portanto, pode-se dizer que a doutrina tomista é a busca de uma harmonia entre realidades distintas, mas nas quais Santo Tomás encontra uma ordem que tenta explicitar.
No Medievo, o tomismo foi uma das correntes de prestígio do ambiente escolástico das universidades. Ganhou seguidores sobretudo em Paris e nos círculos dominicanos. No entanto, não obteve aceitação unânime de imediato, sofrendo condenações locais e tendo diversos opositores em outras correntes, como os escotistas e os ockhamitas. Foi sobretudo a partir do Concílio de Trento e do subsequente uso por meio dos papas e no ensino dos seminários que as ideias de Santo Tomás de Aquino se estabeleceram como a base mais sólida para a explicação da doutrina católica.
O tomismo se caracteriza por uma forte tendência aristotélica, filosoficamente, que rejeita diversos aspectos da visão agostiniana. No entanto, teologicamente, Santo Agostinho foi a principal influência de Santo Tomás, e este se esforçou por manter suas ideias na linha do paradigma até então vigente. Portanto, pode-se dizer que o tomismo, rejeitando diversos pontos essenciais da filosofia agostiniana, não deixa de ser fortemente influenciado por esta.
As discordâncias filosóficas entre o tomismo e o agostinianismo se dão sobretudo na concepção sobre a alma humana e no plano epistemológico.

## Filosofia

### Ontologia
A ontologia tomista tem por base as concepções filosóficas de Aristóteles. Este estabelece a distinção entre ato e potência, segundo a qual o ente em ato é aquele que já atingiu determinado fim, enquanto que o ente em potência é aquele que está disposto a se atualizar. Por exemplo, pode-se dizer que a madeira é uma estátua em potência, pois pode assumir a forma da estátua; se assume realmente esta forma, diz-se que atingiu o ato, se atualizou.
A partir disto, a filosofia aristotélica faz a distinção entre aquilo que é essencial em um ente e aquilo que lhe é acidental. A essência de um ente é o que há de necessariamente atual nele, enquanto que os acidentes apenas potencialmente existem. Em sentido filosófico, o essencial é aquilo que constitui um ente, enquanto que o acidental pode estar ausente sem que o ente em questão deixe de existir. No exemplo da estátua, pode-se dizer que o essencial é representar algo, sendo o material da estátua acidental: pode ser tanto de madeira quanto de mármore sem que deixe de ser estátua, mas não seria mais estátua se não representasse uma realidade.
Com base nisto, Santo Tomás desenvolve as noções de entre ente e essência, exposta em seu tratado assim chamado. Para o escolástico, deve-se fazer uma verdadeira distinção entre um ente e sua essência, e esta é anterior à existência do ente; esta filosofia se chama essencialismo. Por esta linha, diz-se que todo ente possui certo número de atributos essenciais, sem os quais não poderia existir. Assim, a essência é o que constitui um ente. Na tradição aristotélica, a essência de um ente é sua espécie, e se define por duas características suas, que são o gênero especialíssimo (o mais próximo do indivíduo) e a diferença específica (aquela que distingue uma espécie de todas as outras de mesmo gênero). Por exemplo, a essência de Sócrates é homem, que se define como animal racional: animal é o gênero e racional é a diferença específica.

#### Transcendentais
Na concepção de Santo Tomás, seguindo a tradição aristotélica como legada à escolástica por Porfírio e sua tradução latina por Boécio, os atributos transcendentais do ente (bondade, veracidade, unidade...) são identificados entre si e com o próprio ser. Isto quer dizer que um ente é bom na mesma medida em que é verdadeiro e uno, e na mesma medida em que possui existência. Nesta concepção, portanto, o ente que é menos bom, menos verdadeiro e menos uno é também menos ente; isto é, existe menos, é menos perfeito. Logo, vê-se que, na concepção tomista, tudo é bom na medida mesma em que existe. Esta ideia vai radicalmente contra as concepções maniqueístas e cátaras de que o mundo seria mau: na visão de Santo Tomás de Aquino, o mundo é bom, e tudo o que existe, na medida mesma em que existe, é bom.

#### Questão dos universais
A querela dos universais foi um problema filosófico e lógico presente na escolástica, sobretudo em seu período tardio, em que um dos lados, o dos realistas, defendia a existência dos universais (espécies, como homem ou animal, e conceitos abstratos, como bondade ou beleza), enquanto que o outro, o dos nominalistas, defendia sua inexistência, reduzindo o mundo aos indivíduos. Por exemplo, um realista admitiria a existência de um conceito abstrato como o de humanidade; um nominalista, por sua vez, diria que tudo o que há são indivíduos humanos, sem a noção universal de humanidade. A importância desta questão está sobretudo no fato de que, negando a existência dos universais, nega-se que os entes possuam características essenciais e imutáveis; portanto, a maioria dos nominalistas rejeita o essencialismo.
No tempo de vida de Santo Tomás de Aquino, a relativa unanimidade da posição realista tornara a questão dos universais secundária, e ela apenas voltaria a ocupar um lugar de centralidade na escolástica em seu período mais avançado, com Guilherme de Ockham e os lógicos tardios. Por isto, Santo Tomás trata a questão dos universais geralmente como uma necessidade para versar sobre tópicos mais importantes em seu sistema, como as especulações epistemológicas. Ainda assim, pode-se depreender de seus escritos uma posição clara, e vê-se que o tomismo segue aqui o chamado realismo aristotélico ou moderado.
Segundo a posição aristotélico-tomista, os universais realmente existem. Porém, isto não se entende em um sentido platônico, segundo o qual os universais existiriam enquanto tais e separadamente, como ideias eternas; pelo contrário, o tomismo postula que os universais existem instanciados nos particulares. Por exemplo, diz-se que a humanidade existe de fato, mas não como uma realidade externa com existência própria, e sim de maneira imanente nos indivíduos humanos.

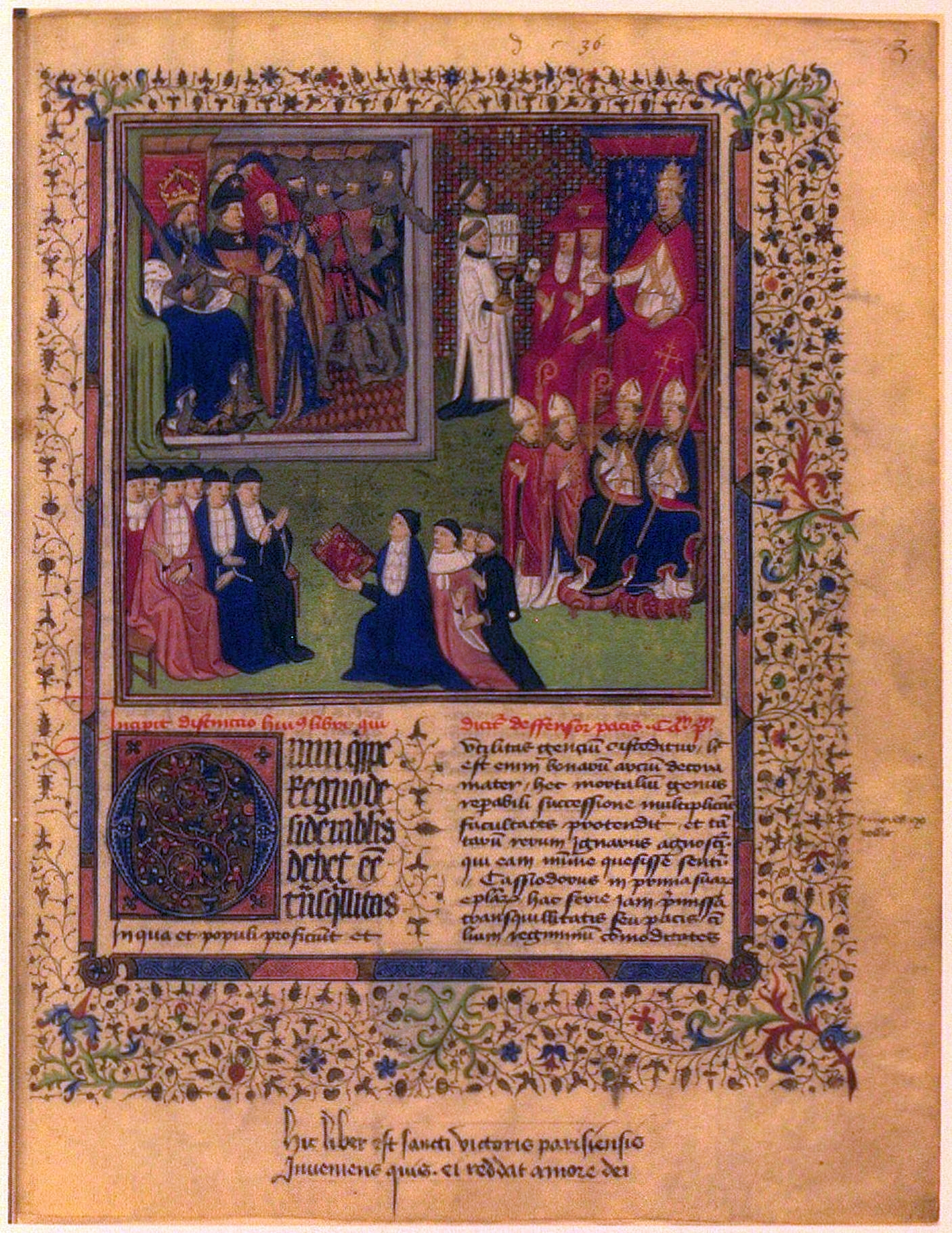
Manuscrito do Defensor Pacis de Marsílio de Pádua, em que este contesta a visão política tradicional da Idade Média.

Desta maneira, o tomismo nega tanto o realismo platônico, segundo o qual os universais existem como tais e separadamente dos particulares, quanto o nominalismo, segundo o qual os universais não existem e são apenas nomes arbitrariamente impostos sobre os particulares. Para Santo Tomás de Aquino, o universal é aquilo que há de essencial nos vários particulares de uma espécie; por isto, haveria um conjunto de atributos imutáveis presentes em todos os indivíduos de tal espécie. Por exemplo, a capacidade de cortar seria dita um atributo essencial da faca; portanto, todo indivíduo da espécie faca teria de necessariamente possuir tal capacidade, e seria possível falar de um universal (faca) que existe realmente instanciado em todos os particulares (todas as facas individuais são, em sua essência, faca).

### Epistemologia
Também a epistemologia ou gnosiologia tomista tem por base as concepções aristotélicas. Seguindo esta linha, Santo Tomás de Aquino vê o homem como uma tabula rasa, uma tábua vazia sobre a qual o conhecimento se inscreve a partir do exterior. Com isto, coloca a experiência como o princípio do conhecimento, juntamente com Aristóteles. Isto contraria a noção platônica da reminiscência, segundo a qual o conhecimento do homem não viria do exterior, mas já estaria dentro do próprio homem e precisaria apenas ser recordado.

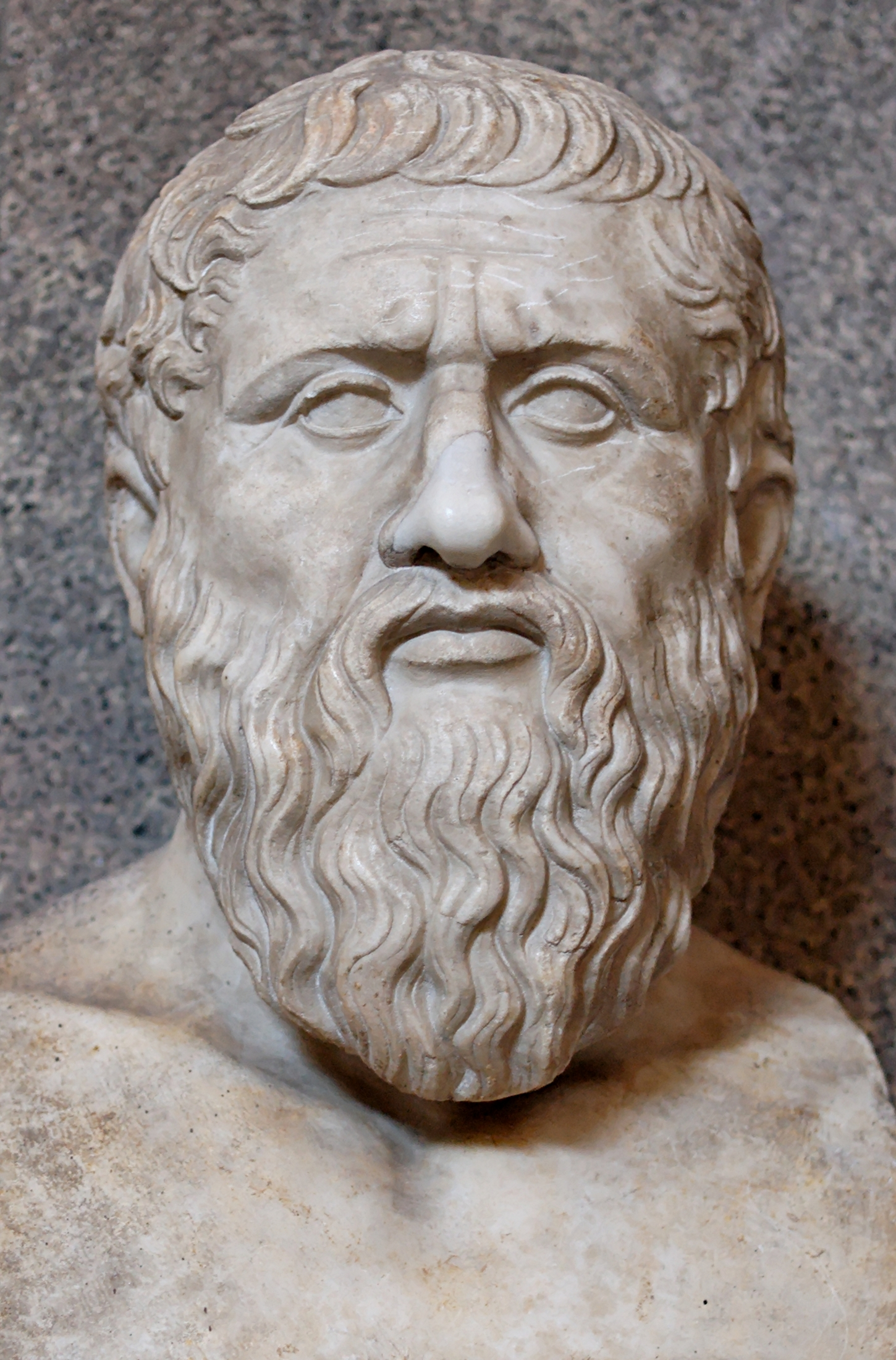
Platão (428/427 - 348/347 a.C.) e os platônicos consideravam que o conhecimento humano se dá pela reminiscência.

Santo Tomás fala de três operações do intelecto, que são a simples apreensão, o juízo e o raciocínio.
A simples apreensão tem princípio na impressão da forma, pelo objeto empírico, nos órgãos dos sentidos. No entanto, não se deve confundir a visão aristotélico-tomista do conhecimento com as noções de Kant, segundo o qual o conhecimento empírico não teria a necessidade lógica que apenas o conhecimento a priori atingiria. De fato, para Santo Tomás, o intelecto humano tem por objeto próprio (isto é, aquilo sobre o quê trabalha) o ser inteligível dos entes sensíveis. Com base nisto, diz-se que o conhecimento que o ser humano tem dos entes sensíveis não é de seu aspecto empírico, mas sim daquilo que neles há de universal. Isto se dá por meio da abstração, pela qual se conhece, em um ente particular, apenas aquilo que possui de universal. Assim, pela constatação dos entes empíricos, o intelecto não conheceria com necessidade o ente empírico, mas sim sua essência universal. Por exemplo, pelo conhecimento de um ser humano particular o intelecto seria capaz de atingir a definição universal do homem: animal racional. Esta é a simples apreensão.
O juízo, por sua vez, é a operação pela qual o intelecto forma uma proposição com base em certos conhecimentos prévios. Por exemplo, a partir das noções de Sócrates e mortal, o intelecto chegaria à proposição segundo a qual Sócrates é mortal. Segundo Santo Tomás de Aquino, é a partir daqui que se pode falar da verdade e da falsidade; isto se baseia na noção aristotélica de que a verdade não existe nas coisas, mas sim no intelecto. Esta concepção diz que a verdade é a adequação entre o intelecto e a coisa conhecida; portanto, há verdade quando o intelecto emite um juízo que está de acordo com a realidade. Por exemplo, se se dissesse que o homem é um animal alado, haveria aqui a falsidade, pois o juízo emitido pelo intelecto não corresponde à realidade.
Por fim, há o chamado raciocínio, que consiste no encadeamento de diversos juízos em uma única dedução. Na concepção aristotélico-tomista, o raciocínio por excelência é o silogismo, que consiste na dedução de uma conclusão sobre um particular a partir de duas proposições, sendo que a primeira (premissa maior) atribui um predicado a um universal, e a segunda (premissa menor) posiciona o particular como membro deste universal. Um exemplo clássico seria o seguinte:
- Todo homem é mortal.
- Ora, mas Sócrates é homem.
- Logo, Sócrates é mortal.

A partir destes princípios, seria possível atingir a certeza epistemológica, partindo, ultimamente, dos dados sensíveis, mas sempre abstraídos. Portanto, o conhecimento do homem seria sempre do universal e, por meio do raciocínio, poderia ir além dos entes sensíveis, e obter ainda a certeza. Com base nisto, o tomismo estabelece a possibilidade de que o homem conheça com certeza absoluta aquilo que está além dos sentidos, como as verdades metafísicas.

### Antropologia e psicologia
No âmbito da tradição aristotélico-tomista, os termos antropologia e psicologia adquirem uma significação própria. A antropologia tomista tem por fim compreender a natureza do homem, sua essência, e não está diretamente ligada ao estudo da cultura. A psicologia, por seu lado, está ligada ao estudo da alma humana e suas faculdades, e envolve também algum estudo da moral (virtudes e vícios).
Na compreensão aristotélico-tomista do homem, este é concebido como um composto de corpo e alma. Isto por si só já é uma afirmação filosoficamente carregada: para Santo Tomás de Aquino, o homem não é apenas alma, e nem apenas corpo, mas é constituído da união dos dois. Esta ideia vai contra a noção platônica de que a alma estaria para o corpo como o capitão para o navio, sendo como que um ente distinto que controla o corpo. Na visão aristotélica, a alma não é mera controladora do corpo, mas está unida a ele por essência; isto é, sem o corpo, não se pode falar de homem em sentido pleno. Portanto, também aqui Santo Tomás se afasta das correntes cátaras do Medievo, dado que estas possuíam uma visão negativa do corpo e da matéria.
Esta compreensão sobre o homem é chamada hilemorfismo. Para Santo Tomás, assim como para Aristóteles, a alma se une ao corpo como a forma se une à matéria; isto é, o corpo está ordenado ao alma como àquela que lhe move e lhe atualiza, e a alma tem o corpo como seu princípio de individuação, aquilo que permite sua subsistência concreta. Esta tese encontrou diversos oponentes já na escolástica, mas foi ultimamente proclamada como doutrina pela Igreja Católica no Concílio de Vienne (1311 - 1312).

#### Alma humana e suas potências
A concepção tomista sobre a alma e as potências que a constituem deriva tanto dos escritos de Aristóteles (sobretudo de seu De Anima), quanto das especulações posteriores dos aristotélicos. Foi principalmente no embate contra os averroístas sobre a questão da unidade do intelecto que os escolásticos desenvolveram as noções sobre as potências da alma, sob forte influência dos filósofos islâmicos (Avicena e Averróis, primariamente).
Santo Tomás de Aquino aceita a concepção aristotélica de que a alma é o princípio do movimento próprio dos entes vivos, segundo a qual a vida é a capacidade de se mover por si mesmo (em oposição a ser movido por um outro). Assim, distingue três tipos de viventes: os vegetais, os brutos (animais que não o homem) e os homens. Estes três se distinguem entre si pelo tipo de suas almas: os vegetais possuem a alma nutritiva; os brutos possuem a alma sensitiva, que tem todas as faculdades da nutritiva e ainda outras mais; por fim, os homens possuem a alma intelectiva, que possui todas as faculdades das outras duas e ainda as duas faculdades que distinguem o homem dos outros seres vivos, que seriam a vontade e a razão. A alma intelectiva, para Santo Tomás, é a parte puramente espiritual da alma, que ultrapassa o meramente corporal, enquanto que as faculdades nutritivas e sensitivas seriam ainda materiais. Por isto, o tomismo considera que apenas a alma humana é imortal, enquanto que a alma vegetal e animal, dependendo do corpo para sua existência, morreria juntamente com ele.
A razão, por sua vez, estaria ainda dividida em duas partes, em dependência da função que assume: o intelecto agente e o intelecto paciente (ou, na terminologia de certos tomistas, intelecto ativo e intelecto passivo). No tomismo, diz-se que a espécie sensível que os sentidos externos recebem e os sentidos internos preparam para o conhecimento não é ainda adequada para o intelecto, pois este não é uma faculdade material, mas espiritual, enquanto que a espécie sensível é ainda material. Portanto, seria necessária uma potência que abstraísse esta espécie sensível de suas condições materiais, assim a tornando adequada para existir no intelecto. Esta potência é o intelecto agente, que não se distingue do próprio intelecto, mas é ele mesmo em sua função de abstração da espécie sensível.
O intelecto passivo, por sua vez, é a parte do intelecto que completa o processo epistemológico. Ele estaria em potência para a recepção das espécies inteligíveis (isto é, as espécies abstraídas de suas condições materiais e particulares), e seria atualizado quando o intelecto agente realiza sua operação de abstração. Esta passagem da potência ao ato seria o conhecimento propriamente dito, pelo qual o intelecto humano apreende um conceito. Chama-se esta atualização do intelecto passivo simples apreensão, e suas outras duas operações seriam o juízo e o raciocínio.

### Moral
O problema da moral em Santo Tomás de Aquino está essencialmente ligado à questão sobre o fim último do homem. Na concepção tomista, seguindo o esquema aristotélico das quatro causas, o homem possui uma causa final; no entanto, por ser dotado de livre arbítrio, não está ordenado a seu fim por uma necessidade lógica, mas por uma necessidade moral (deôntica). Daí nasceria a obrigação que o homem tem de buscar seu fim.
Para os tomistas, o bem se divide em bem honesto, bem útil e bem deleitável. O bem útil seria aquele que diz respeito aos meios adequados para se atingir um fim; o honesto seria o fim mesmo buscado; o deleitável, por fim, seria o repouso da vontade no bem alcançado, a satisfação.
Para a compreensão da moral tomista, é essencial a distinção de Santo Tomás entre as ordens natural e sobrenatural. Com base nela, os tomistas distinguem entre um fim natural do homem e um fim sobrenatural: aquele seria constituinte da própria natureza humana, enquanto que este teria sido dado ao homem, como uma graça, pela misericórdia divina. Em ambas as ordens, o fim último do homem seria Deus: na ordem natural, o fim do homem seria conhecer e amar a Deus; na ordem sobrenatural, seria a visão beatífica, a união da alma com Deus após a morte. Nesta distinção das duas ordens está incluída também a distinção tomista entre a lei eterna e a lei natural, sendo aquela constituída pelos decretos eternos da Divina Providência, enquanto que esta seria a participação do homem, por sua conduta moral, na lei eterna.
A partir destas distinções, Santo Tomás de Aquino constrói todo o seu edifício moral, em que distingue entre os diversos tipos de virtudes e vícios, baseando-se na divisão das faculdades da alma humana. Além de seu aspecto especulativo, a moral tomista também viu grande uso por parte dos teólogos ascéticos e místicos do catolicismo, sendo utilizada como fundamentação para diversos manuais de vida na santidade.

### Política
Politicamente, Santo Tomás de Aquino se insere no paradigma mais geral das concepções medievais, mas buscando embasar suas noções no aristotelismo. Algumas das fontes mais utilizadas neste ponto são a Ética a Nicômaco e a Política, além da influência que os escolásticos sofreram, no campo da política, de autores como Platão e Cícero.
Em seu De Regno, Santo Tomás apresenta uma concepção segundo a qual o Estado é um bem e uma necessidade moral para a condução dos homens, por meio de uma autoridade, ao bem comum. Isto se daria porque, segundo o aristotelismo, todo ente é conduzido a seu fim por um princípio que lhe ordene em direção a ele; portanto, como o fim último da sociedade, que é o bem comum, é distinto dos fins buscados por cada indivíduo particular, seria necessária uma autoridade acima dos próprios indivíduos, que os conduzisse ao bem comum. Como este se trata de um fim natural do homem, e não artificial, pode-se dizer que a fundamentação jurídica do Estado, para Santo Tomás, se encontra no direito natural.
Esta autoridade, que seria chamada pela ciência política moderna de Estado, é dividida pelo tomismo em três possíveis formas, tomadas de Aristóteles; em ordem de perfeição, da mais imperfeita à mais perfeita, elas seriam: república, aristocracia e monarquia. Conquanto a monarquia seja colocada como a forma mais perfeita de governo, Santo Tomás não nega o bem das outras. Em contrapartida, apresenta três formas de governo que seriam a corrupção destas, sendo, respectivamente: democracia, oligarquia e tirania.
Portanto, no pensamento tomista, as formas de governo não são intrinsecamente boas, mas são boas apenas na medida em que se conformam com a lei. Neste sentido, o direito positivo que não se pautasse no direito natural não seria mais direito propriamente dito, sendo antes uma forma de injustiça. Por isto, Santo Tomás de Aquino se insere entre os pensadores escolásticos que defendem o direito de tiranicídio no caso de o rei se afastar da lei natural, sob certas circunstâncias.

#### Relação entre Estado e Igreja[27]
Para Santo Tomás de Aquino, a vida nesta terra está ordenada à beatitude eterna, a vida no Céu. Portanto, como a função do Estado seria ordenar os homens ao seu fim natural, e como este estaria ordenado ao fim sobrenatural, o Estado teria a obrigação de se ordenar para a beatitude eterna. Por isto, teria uma função moral, estando obrigado a promover no povo uma conduta moralmente reta e, no plano religioso, submissa às leis da Igreja Católica.
Assim, o tomismo defende a necessidade de que o Estado de submeta à Igreja. Esta concepção não implica necessariamente na teocracia, pois os tomistas mantêm a distinção entre a ordem política e a ordem religiosa; no entanto, postulam que o Estado, na sua ordem, deve se submeter às disposições da Igreja e governar com vistas a promover a religião católica e os bons costumes.
Não tardou, porém, para que estes pontos encontrassem oposição em certos autores, sobretudo no embate entre Guelfos e Gibelinos sobre as controvérsias entre o Papado e o Império. Alguns dos que contestaram o primado da Igreja sobre o Estado, cada um de sua forma, foram Dante, Guilherme de Ockham e Marsílio de Pádua, dentre outros.

## Teologia

### Existência de Deus
A filosofia de Santo Tomás tem como um de seus pilares a possibilidade de que o homem conheça racionalmente a existência de Deus. De fato, este é o pilar das chamadas Cinco Vias, todas elas derivadas da especulação filosófica, e não da fé. Em sua Suma Teológica, o Doutor Angélico expõe este ponto de seu pensamento:
Há duas espécies de demonstração. Uma, pela causa, pelo porquê das coisas, a qual se apoia simplesmente nas causas primeiras. Outra, pelo efeito, que é chamada a posteriori [...] não nos sendo evidente a existência de Deus, é demonstrável pelos efeitos que conhecemos.
Assim, na concepção tomista, é possível conhecer a existência de Deus por meio de seus efeitos. Isto se baseia na noção escolástica do conhecimento a posteriori, que não se confunde com o conceito kantiano de mesmo nome. Para os escolásticos, o raciocínio a posteriori não pode atingir com necessidade lógica o conhecimento da essência de um ente, mas apenas de sua existência; por isto, as provas que Santo Tomás apresenta demonstram apenas a existência de um Criador, uma Causa Primeira, e não quem seria este Criador.

Portanto, para Santo Tomás de Aquino, a existência de Deus não é evidente por si mesma, mas deve ser provada por uma dedução a posteriori. Isto vai contra o chamado argumento ontológico, defendido, dentre outros, por Santo Anselmo de Cantuária. De acordo com este argumento, a proposição "Deus existe" conteria em si mesma sua prova, pois a noção de Deus é a de um ser perfeito; ora, mas aquilo que existe é mais perfeito que aquilo que não existe. Logo, conclui Anselmo, a existência de Deus é evidente por meio de Seu próprio conceito.

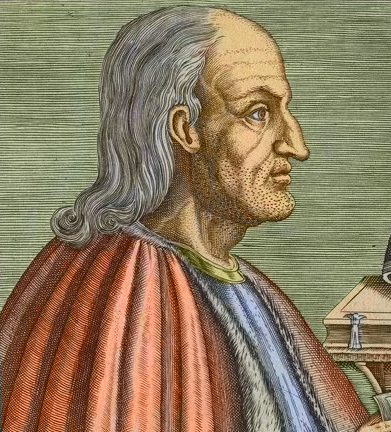
Anselmo de Cantuária (1033 - 1109) postulou o chamado argumento ontológico para a existência de Deus, rejeitado por Santo Tomás de Aquino.

Contudo, segundo Santo Tomás, este argumento estaria errado por pressupor que já se conhece de antemão o que Deus seria, ao passo que a prova da existência de Deus não diria nada ainda sobre o que Deus é. Com isto, conclui que a existência de Deus não é auto evidente, mas deve ser provada. É na tentativa de apresentar esta prova que o santo apresenta suas Cinco Vias.

#### As Cinco Vias
Santo Tomás de Aquino busca provar a existência de Deus por meio de cinco caminhos distintos, que são suas chamadas Cinque Viae (Cinco Vias). Elas são provas metafísicas, filosóficas; na concepção aristotélico-tomista, portanto, são provas científicas, racionais, e não teológicas. Isto quer dizer que não seria necessária a fé para se provar a existência de Deus, mas a razão a poderia provar por si só. Isto não descartaria, porém, a ajuda que a fé daria à razão, no caso de a limitação desta em algum indivíduo particular não permitir a compreensão das provas.
Estas provas, apresentadas sobretudo na primeira parte da Suma Teológica, são o ponto de maior repercussão do tomismo, possuindo lugar central no pensamento de Santo Tomás. Elas são argumentos a posteriori que partem da existência de qualquer criatura que seja, para provar a existência de Deus, chamado pela tradição tomista de Ipsum Esse subsistens (o Ser mesmo subsistente).
Na ordem enumerada por Santo Tomás, as Cinco Vias são: (1) do ente móvel ao imóvel, (2) do causado ao não-causado, (3) do contingente ao necessário, (4) do composto e imperfeito ao simples e perfeito, (5) do ordenado ao ordenador. Estas vias todas derivam de um raciocínio ontológico comum, segundo o qual a existência de algo imperfeito pressupõe a existência de algo mais perfeito.
Os cinco argumentos apresentados podem ser resumidos da seguinte forma:
1. Há entes que são movidos. Ora, todo movido é movido por um outro. Mas este outro também deve ser movido por outro, e assim por diante, até que se chegue a um primeiro motor imóvel, que chamamos Deus.
2. Há entes que são causados. Ora, todo causado é causado por outro. Mas este também deve ser causado por outro, e assim por diante, até que se chegue a uma primeira causa incausada, que chamamos Deus.
3. Há entes que podem ser e não ser (isto é, são contingentes: sua existência não é uma necessidade absoluta). Ora, mas aquilo que pode não ser tem necessariamente de não ter sido em algum momento; caso contrário, seria eterno, e sua existência não seria contingente. Por isto, no entanto, é impossível que todos os entes sejam contingentes, pois então teria havido um momento em que nada existia, e o ente não pode ser gerado a partir do nada. Logo, deve haver algum ente cuja existência é necessária. Mas aquilo que é necessário recebe sua necessidade ou de fora, ou de si mesmo. Se de fora, também o ente que torna este necessário deve ter sua necessidade de algum outro, e assim por diante, até que se chegue a um ente cuja existência é absolutamente necessária, que chamamos Deus.
4. Há uma ordem de perfeição nas coisas; por exemplo, existem entes com maior bondade que outros, ou maior nobreza, ou maior verdade, etc. Ora, mas aquilo que é o mais perfeito em um gênero é causa do menos perfeito. Logo, deve haver um ente que seja causa de todas as perfeições dos outros, que chamamos Deus.
5. Há entes que, sem terem conhecimento, agem em vista de um fim, o que se prova pelo fato de sempre operarem da mesma maneira. Por isto, diz-se que atingem seu fim não por acaso, mas por intenção. Ora, mas os entes sem conhecimento não tendem a um fim sem serem dirigidos por um que possua conhecimento, como a flecha que é disparada pelo arqueiro. Logo, deve haver um ente inteligente que ordene todas as coisas naturais a um fim, que chamamos Deus.[34]

### Atributos divinos: teologia analógica e apofática

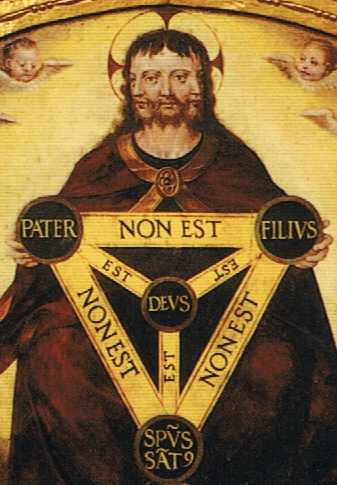
Os tomistas defendem a impossibilidade de se conhecer o dogma da Santíssima Trindade apenas pela razão.

Na concepção tomista, ainda que a essência de Deus esteja infinitamente acima do intelecto humano, o homem pode, racionalmente, conhecer certos atributos divinos; no entanto, isto não seria possível diretamente, mas por dois caminhos: a teologia analógica e a teologia apofática (ou negativa). Pelo primeiro caminho, o homem conheceria os atributos de Deus por comparação com as perfeições das criaturas; assim, conhecendo aquilo que é uma perfeição, em absoluto, na criatura, poderia projetar esta perfeição em Deus, de maneira supereminente, por analogia. Por exemplo, vendo que a sabedoria é um bem nos homens, seria possível projetar este atributo em Deus e dizer que Deus é sábio, mas de uma forma perfeita e absoluta. A teologia negativa, por sua vez, seria o contrário: conhecendo alguma imperfeição na criatura, seria possível negá-la de Deus. Por exemplo, vendo-se que a finitude é uma imperfeição na criatura, é possível negá-la de Deus, e dizer que Ele é infinito.
Desta forma, os tomistas defendem a possibilidade de se conhecer, pela razão, certos atributos de Deus. Dentre estes, alguns são: a subsistência absoluta de Deus (Deus é o próprio ser), Sua bondade, Sua verdade, Sua misericórdia, Sua justiça, além de Sua unidade. Por meio deste último atributo, Santo Tomás diz que tudo em Deus é uma única coisa, e se identifica com a própria essência de Deus; portanto, a misericórdia e justiça de Deus não seriam dois atributos distintos, mas seriam a mesma coisa, e se identificariam com o próprio Deus.
Todavia, Santo Tomás de Aquino é moderado com relação aos atributos divinos que podem ser conhecidos pela razão. Segundo os tomistas, sobretudo na teologia de Réginald Garrigou-Lagrange, a compreensão de como a justiça e a misericórdia de Deus se harmonizam apenas seria obtida no Céu. Um ponto fundamental é a asserção de que o dogma da Santíssima Trindade, fundamental para a doutrina católica, não pode ser conhecido pela razão sozinha, mas necessita da fé. Nisto, Santo Tomás se opõe a Santo Anselmo de Cantuária, para quem seria possível provar a Trindade por meio da razão.

#### A analogia do ser
Em sua obra, Santo Tomás de Aquino defende a chamada analogia do ser, um dos pontos centrais no tomismo para a distinção entre a natureza e a graça. De acordo com tal concepção, o ser de Deus e o ser das criaturas não seria absolutamente o mesmo, mas apenas por analogia; isto é, as criaturas não possuem sua existência da mesma maneira como Deus possui a Sua, mas de maneira análoga, por imitação e participação. Igualmente, isto se poderia dizer de todas as outras perfeições de Deus: a sabedoria em Deus e a sabedoria no homem seriam duas coisas distintas, e a sabedoria humana seria apenas uma imitação da, ou participação na, divina. Ontologicamente, isto implica em que, em sentido absoluto, apenas Deus existe por Si mesmo, e a existência da criatura seria uma participação na existência de Deus, essencialmente distinta dela. Esta doutrina seria uma forma de se esquivar do panteísmo e do monismo, afirmando uma radical distinção entre Criador e criatura; mas também se afastaria do maniqueísmo, dizendo que os atributos da criatura, se são distintos dos de Deus, são, contudo, imitação deles e participação neles. Também aqui, portanto, a doutrina tomista busca ser um meio termo harmonioso entre dois extremos.

### Divina Providência e predestinação
Santo Tomás de Aquino baseia sua noção da Providência no estudo dos atributos da inteligência e da vontade divinas. Assim, postula que a Providência é, primariamente, a ordem que Deus colocou na criação pela qual os entes são dirigidos a seu fim natural. Por Sua inteligência, Deus teria o conhecimento desta ordem, conhecendo também todos os futuros contingentes; por Sua vontade, Deus escolheria, livremente, a ordenação de todas as coisas, e governaria a todas para seu fim. Sendo onipotente, este governo de Deus sobre a criação seria absoluto; esta seria a Divina Providência.
Por isto, também, os tomistas aceitam a noção da Predestinação, que é parte da doutrina católica. Para estabelecer este conceito, utilizam-se da distinção entre a vontade antecedente de Deus e Sua vontade consequente. Segundo o tomismo, a vontade antecedente de Deus é condicional, enquanto que Sua vontade consequente é absoluta. Por exemplo, por vontade antecedente, os tomistas dizem que Deus quer salvar todos os homens; por vontade consequente, porém, quer a salvação apenas dos eleitos. Pode-se dizer que a vontade antecedente é aquilo que Deus quer na eternidade, enquanto que a vontade consequente é a expressão concreta desta vontade. Por este caminho também, os tomistas dizem que Deus não quer o mal, mas o permite em vista de um bem maior (a existência do livre arbítrio).
Todavia, a questão que este ponto suscita é a da necessidade imposta pela Providência; afinal, se Deus quer os acontecimentos desde a eternidade, e se conhece já previamente todo o futuro, pode haver certa confusão que leve à negação do livre arbítrio, crença de muitas correntes filosóficas e teológicas (sobretudo Protestantes). Contudo, seguindo uma linha traçada por Santo Agostinho, Santo Tomás busca resolver este problema afirmando a distinção entre a ordem eterna e a ordem temporal. Por meio deste, os tomistas dizem que Deus quer desde a eternidade que certos fatos aconteçam, mas quer que sejam causados livremente, e não por necessidade absoluta; assim, Deus quer necessariamente que certos fatos ocorram contingentemente. Por exemplo, a escolha de um homem entre duas possibilidades de ação já seria desejada por Deus desde a eternidade, mas nem por isto deixaria de ser uma escolha livre, pois Deus desejaria necessariamente que uma das opções fosse livremente escolhida; isto é, a Providência escolheria a livre vontade humana como causa de um efeito previsto desde toda a eternidade, e, por isto, não imporia necessidade absoluta no evento. Esta concepção da Providência é um dos maiores pontos de discussão entre diferentes correntes teológicas, e o tomismo é aqui oposto à visão molinista.

### Teologia natural e teologia sagrada
Os tomistas fazem uma distinção entre a teologia natural e a teologia sagrada. Esta se encontra na divisão dos tópicos na obra de Santo Tomás de Aquino, em que se separa os tópicos que pressupõe a fé daqueles que podem ser atingidos pela razão apenas. Por exemplo, em sua Suma Teológica, esta divisão se dá entre os tratados De Deo Uno e De Deo Trino; na Suma Contra os Gentios, a mesma divisão se encontra na separação entre os três primeiros livros e o quarto.
A teologia natural seria, assim, o ponto mais elevado da metafísica, sendo a parte da filosofia que trata daquilo que se pode conhecer de Deus pela razão. Ela lidaria com a existência de Deus e Seus atributos naturalmente cognoscíveis. A teologia sagrada, por sua vez, seria uma ciência que necessita da fé, não podendo progredir pela razão apenas. Seu objeto de estudo seria o próprio Deus, mas não como estudado pela metafísica, e sim de acordo com os dados da Revelação: Sagradas Escrituras, Tradição, Magistério e as opiniões dos Padres da Igreja. Santo Tomás explora a teologia sagrada como método para estudo de dogmas e questões teológicas como os da Santíssima Trindade, a Encarnação de Cristo, os Sacramentos, os Novíssimos, dentre outros.

### Natureza e graça
Na concepção tomista, a graça é a ação direta de Deus, fora da ordem natural da criação, sobre a alma humana, como um suporte para que atinja seus fins natural e sobrenatural. Nisto, a graça seria uma força sobrenatural que permitiria o homem crescer na virtude e conhecer as verdades de fé que, apenas pela razão, não aceitaria.
O tomismo, numa concepção largamente aceita na doutrina católica, concebe certas divisões da graça:
- Graça habitual e atual: aquela é a graça que opera constantemente na alma humana, fortalecendo as virtudes; esta é de operação imediata, inspirando algum ato heroico de virtude.
- Graça santificante e gratuita (ou gratis data): aquela está ligada à santificação da alma, pela inspiração das virtudes infusas e dos dons do Espírito Santo; esta está ligada aos carismas e milagres exteriores.
- Graça operante e cooperante: aquela é uma ação inteiramente de Deus, sem concorrência da vontade humana; esta é uma ação de Deus para a qual o homem coopera.
- Graça suficiente e eficaz: aquela dá ao homem a força necessária para realizar um ato sobrenatural, mas não opera este ato por si mesma, necessitando da ação humana; esta suscita o consentimento do homem.[53]

#### Concepção tomista da justificação
Esta divisão da graça é importante para a concepção tomista da justificação. Segundo os tomistas, esta é efeito da infusão da graça santificante no pecador, que leva à remissão de seus pecados. Esta remissão se opera pela conversão da vontade do homem a Deus. Porém, por si mesmo, o homem não consegue atingir esta conversão, pela mancha do pecado original em sua alma; daí vem a necessidade da graça santificante. Todavia, para conseguir esta graça, é necessária haver uma disposição no homem pela qual ele a aceite. Para isto, uma graça suficiente e cooperante ajudaria o homem a produzir atos de humildade e contrição, para que então a graça eficaz e operante completasse a justificação. Assim, o tomismo se coloca aqui como um meio termo entre o pelagianismo, para o qual o homem seria capaz de se converter por conta própria, e a teologia luterana, para a qual a graça sozinha, sem qualquer ato humano, operaria a justificação.

## Influências

### Cristãs
Além dos próprios textos bíblicos, que Santo Tomás cita profusamente, muitos nomes da Patrística podem ser apontados como influências. Dentre eles, o mais importante é Santo Agostinho, cujas concepções teológicas foram a base da teologia católica na Idade Média. Ademais, aspectos do uso da razão na teologia e de alguma cultura escolástica podem ser vistas na escola catequética de Alexandria (e.g., Orígenes). Outras influências cristãs de Santo Tomás foram Gregório Magno, Boécio, Pseudo-Dionísio, Beda, Anselmo de Cantuária, Pedro Lombardo e Alberto Magno, seu mestre na Universidade de Colônia.

### Greco-árabes
Na esteira de grande parte dos escolásticos, também Santo Tomás de Aquino sofreu forte influência da filosofia grega e dos pensadores árabes. Dentre os gregos, o platonismo e neoplatonismo filtrados pela influência dos Padres da Igreja, com Santo Agostinho e Pseudo-Dionísio, é perceptível; no entanto, a principal influência grega de Santo Tomás foi Aristóteles. Inicialmente, pouco se conhecia no Ocidente da obra aristotélica. Boécio contribuiu para a difusão do pensamento lógico de Aristóteles, com sua tradução da Isagoge de Porfírio para o latim; contudo, foi de ainda maior importância a recuperação da Física e da Metafísica de Aristóteles, com as subsequentes traduções de inúmeras obras do autor.

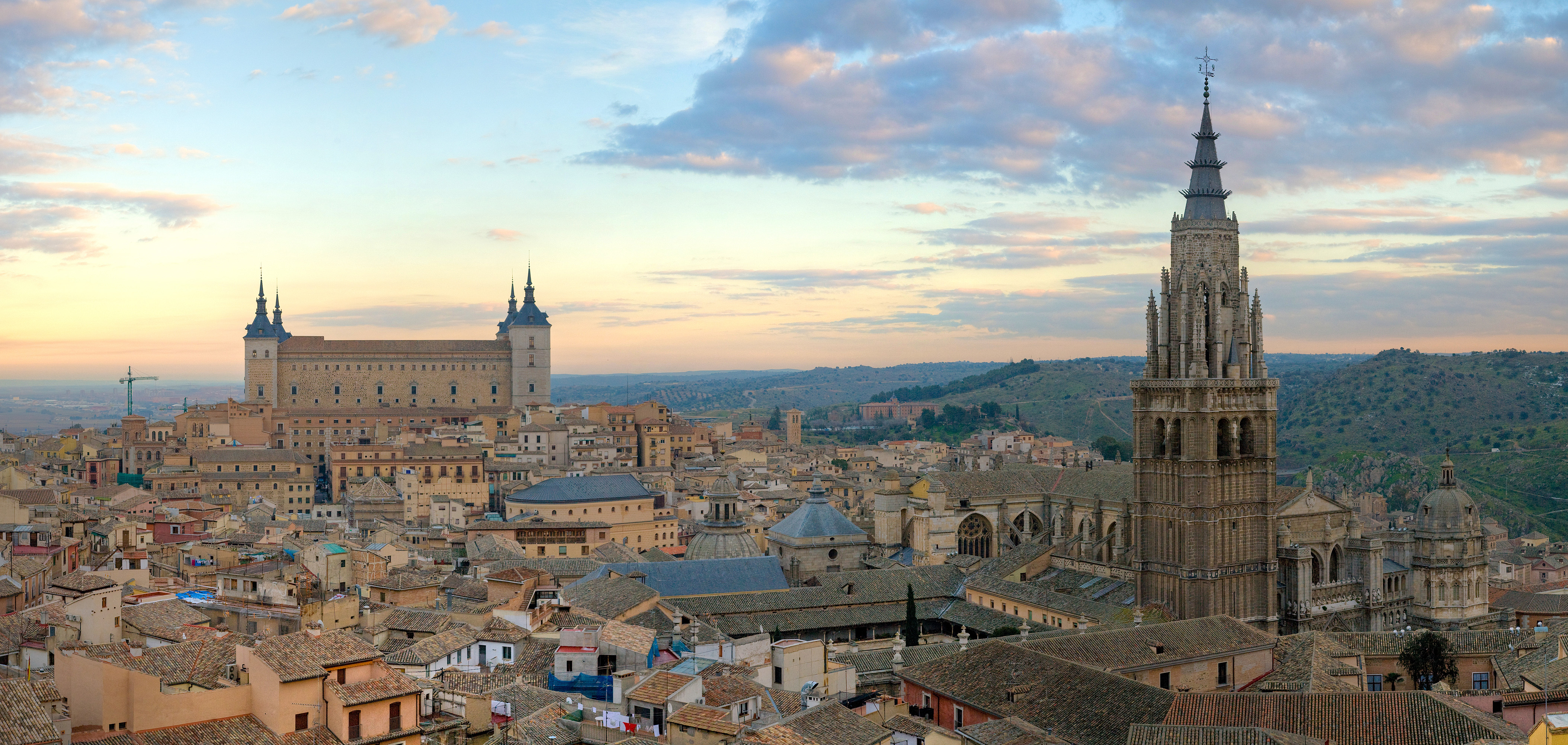
Vista de Toledo com sua Catedral, que foi o centro da Escola de Tradutores de Toledo, tendo esta vertido material copioso do árabe ao latim.

Estas traduções foram feitas, em sua maioria, tendo por base os textos árabes produzidos durante a Era de Ouro do Islã, que penetraram a Europa pela Península Ibérica. A cidade de Toledo foi um dos grandes centros de tradução das obras gregas ao latim. Juntamente com esta influência aristotélica, penetrou no Ocidente a influência de certos filósofos árabes, como Alkindi, Avicena, Al-Ghazali, Avempace e Averróis. Estes foram traduzidos ao latim por diversos autores, como João de Espanha[en], Guilherme de Moerbeke e Gerardo de Cremona. Os textos dos filósofos árabes veriam alta difusão nos círculos acadêmicos do século XIII, e tamanho era o prestígio de que gozavam que, futuramente, o Concílio de Vienne (1311 - 1312) ordenaria a criação de cátedras de árabe em diversas universidades. Santo Tomás, tendo realizado sua formação nas universidades de Paris e Colônia, e pela influência de outros escolásticos, tomou contato com grande parte destes filósofos árabes, e as citações de Avicena e Averróis em seus escritos são numerosas.

### Judaicas
Dada a forte presença sefardita (judaica) na Península Ibérica, muito do pensamento judaico veio junto com as traduções de textos árabes no período da escolástica. João de Espanha[en] e Domingo Gundisalvo são os prováveis tradutores da obra de Avicebron (Salomão Ibn Gabirol), que foi conhecido e citado por Santo Tomás. Todavia, a absoluta principal influência judaica do tomismo se viu com Moisés Maimônides, cujo Guia para os Perplexos teve influências neoplatônicas e, sobretudo, aristotélicas.

## Correntes opostas

### Agostinianismo
A oposição entre o tomismo e o agostinianismo se dá em diversos pontos filosóficos menores. Em um plano mais essencial, esta oposição se vê na doutrina sobre a alma, em que as diferenças entre os dois sistemas implicam em um afastamento maior. Para Santo Agostinho, influenciado por concepções platônicas, a alma é uma substância espiritual; Santo Tomás, de influência aristotélica, concebe a alma como uma parte de um todo composto de corpo e alma, mas mantém a alma como substância.
Partindo de uma reinterpretação da doutrina platônica da reminiscência, Santo Agostinho formula seu pensamento epistemológico, que adota a ideia da iluminação divina. Segundo esta, Deus é a luz que ilumina ativamente os intelectos dos homens, e estes conhecem todas as verdades diretamente a partir desta luz. Para o tomismo, por outro lado, a razão pode conhecer a verdade sem uma ação direta de Deus, apenas pelo lume natural da razão. O lume sobrenatural da fé seria necessário para o conhecimento apenas das verdades que superam a razão, e haveria, neste caso sim, a necessidade da graça. Contudo, Santo Tomás aproxima sua doutrina do agostinianismo ao aceitar que o intelecto conhece as coisas materiais nas razões eternas: não no sentido de que conhece as razões eternas como objeto do intelecto, mas sim como princípio do conhecimento natural, assim postulando ser o conhecimento natural do homem uma participação no intelecto divino.

### Averroísmo
A grande querela de Santo Tomás contra os averroístas foi com relação à unidade do intelecto. De acordo com Averróis e seus seguidores, o intelecto agente existente em todo homem não seria individual, mas seria um único intelecto universal compartilhado por todos os homens. Esta filosofia teve como principal proponente no Ocidente o holandês Sigério de Brabante[en]. A partir disto, os averroístas negam a imortalidade da alma como um todo, e afirmam que apenas o intelecto, este que é universal, sobrevive à morte. A causa desta opinião é uma interpretação da doutrina aristotélica segundo a qual a matéria sinalada é o princípio de individuação dos entes; sem tal matéria, portanto, não poderia mais haver individualidade. Santo Tomás e os tomistas negam esta posição, e afirmam que a parte puramente espiritual da alma é individual e subsistente; portanto, sobreviveria à morte do corpo, sem que fosse necessário postular um intelecto universal para isto.

### Escotismo
A doutrina de João Duns Escoto se afasta do tomismo em diversos pontos, e a oposição das duas correntes é frequentemente colocada como o caso mais típico de dualidade de opiniões na escolástica. Escoto, assim como a tradição franciscana que recebeu por intermédio de São Boaventura, não adere ao aristotelismo de maneira tão estrita quanto os tomistas, e retoma diversos aspectos do agostinianismo. Seu sistema nega a analogia do ser, postulando a univocidade do ser entre Deus e as criaturas. Ademais, Escoto foi um dos principais defensores dentre os escolásticos do voluntarismo, segundo o qual a vontade tem precedência sobre o intelecto; esta doutrina esta na base de inúmeros desenvolvimentos posteriores com relação à liberdade individual do homem, e é vista por diversos autores como um dos princípios da decadência da escolástica.

### Molinismo

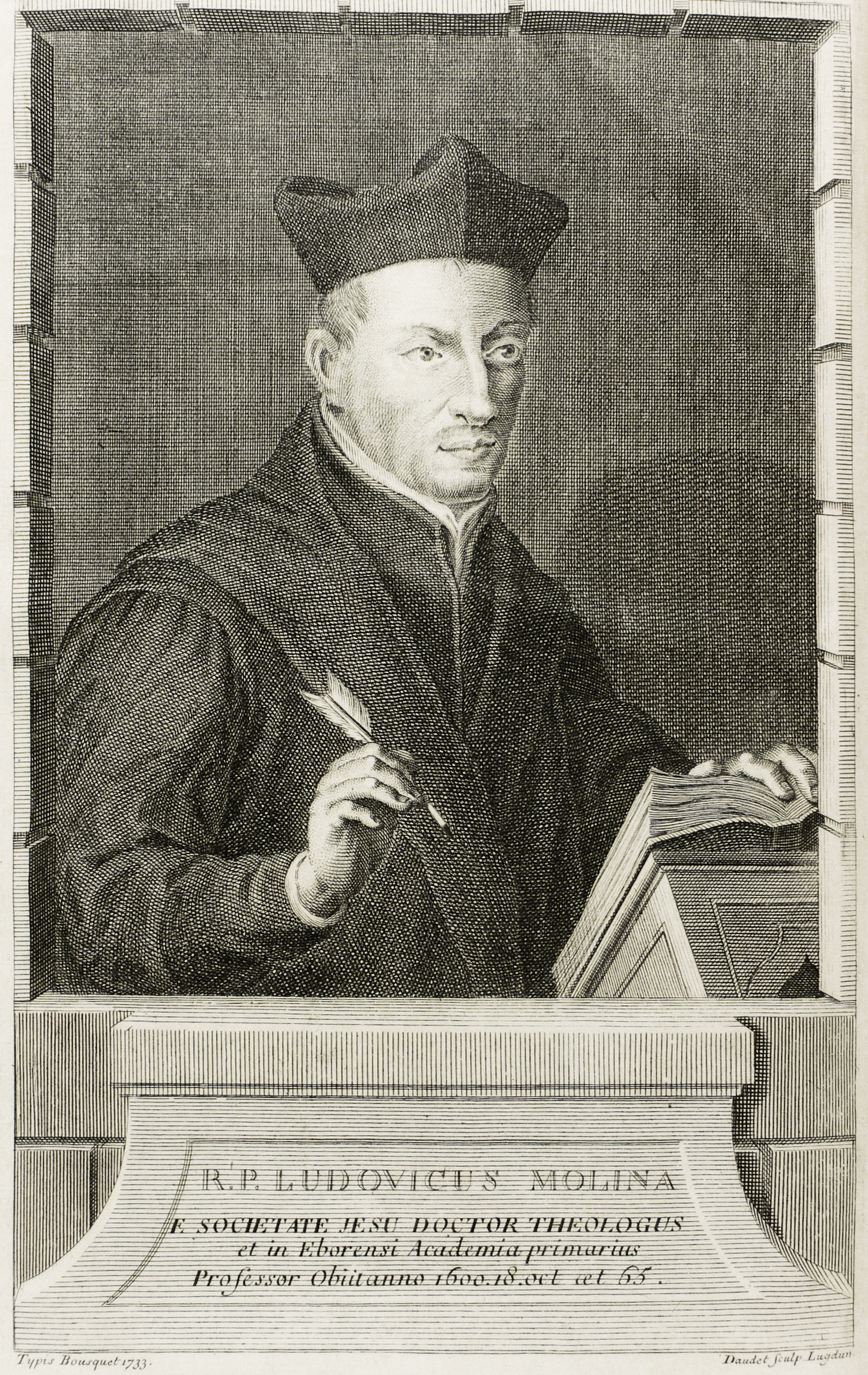
Luís de Molina (1535 - 1600) propôs a tese da ciência média, ardentemente negada pelos tomistas.

A disputa teológica envolvendo o tomismo que levou às maiores controversas foi aquela suscitada pelo molinismo, doutrina proposta pelo jesuíta Luís de Molina para tentar reconciliar as noções de Divina Providência e livre arbítrio. Tamanha foi a discussão gerada entre os dominicanos, partidários do tomismo, e os jesuítas, partidários do molinismo, que, em 1607, o papa Paulo V publicou sua Congregatio de Auxiliis, permitindo a coexistência das duas visões e proibindo que os dois partidos se acusassem mutuamente de heresia.
O conceito de Divina Providência de Molina e sua concepção do conhecimento de Deus tentam colocar maior ênfase na liberdade humana, afirmando a existência da chamada ciência média em Deus. Na concepção tomista, a presciência que Deus tem das ações livres dos homens estaria baseada em decretos eternos pelos quais, desde toda a eternidade, escolheu livremente que os homens agissem desta forma, e escolheu que estes decretos fossem levados a cabo pela livre vontade humana; para o molinismo, contudo, esta concepção implicaria no determinismo, pois Deus então imporia uma escolha necessária sobre os homens. Por isto, propôs a doutrina da ciência média, que é um tipo de conhecimento pelo qual Deus sabe que, em todas as circunstâncias, um homem agiria de uma determinada forma se recebesse uma determinada graça; assim, concede estas graças aos homens e é desta forma que a Divina Providência governa os acontecimentos.

Os tomistas acusam esta concepção da Divina Providência de cair em pelagianismo ou semipelagianismo. De acordo com sua visão, o fato de Deus não ordenar um fato desde toda a eternidade, mas basear Seu decreto na escolha humana, implicaria numa submissão da liberdade divina à liberdade humana. Nas palavras do tomista Réginald Garrigou-Lagrange:
Ao invés de ver em nossa vontade e na moção divina duas causas totais, das quais uma é subordinada à outra, de tal maneira que nosso ato, naquilo que ele é bom, seja todo inteiro de Deus como causa primeira, e todo inteiro do homem como causa segunda, os molinistas apenas veem aí apenas duas causas parciais, assim como dois homens puxando um navio.

## Tomistas e autores influenciados pelo tomismo

### Tomistas
Em inglês: List of Thomist writers (13th–18th centuries)
Ver também: Thomism, em Catholic Encyclopedia
- São Vicente de Beauvais (c. 1190 – 1264)
- São Raimundo de Penaforte (c. 1175 – 1275)
- Reginaldo de Piperno (c. 1230 – 1290) (completou a Suma Teológica)
- Guilherme de Moerbeke (1215-35 – c. 1286)
- Thomas Sutton[en] (morto após 1315)
- Egídio Romano (1243 – 1316)
- Papa João XXII (1249 – 1334) (canonizou Santo Tomás de Aquino)
- São Vicente Ferrer (1350 – 1419)
- João Capreolus (c. 1380 – 1444) (cognominado "o Príncipe dos Tomistas")
- João de Torquemada (1388 – 1468)
- Francisco Silvestre de Ferrara (1474 – 1528)
- Tomás de Vio Caetano (1469 – 1534) (seu comentário à Suma Teológica foi inserido na Edição Leonina)
- Francisco de Vitória (1483 – 1546) (ligado à Escola de Salamanca)
- Domingo de Soto (1494 – 1560) (Escola de Salamanca)
- Melchior Cano (1509 – 1560) (Escola de Salamanca)Os teólogos da Escola de Salamanca foram de orientação fortemente tomista.

- Papa São Pio V (1504 – 1572)

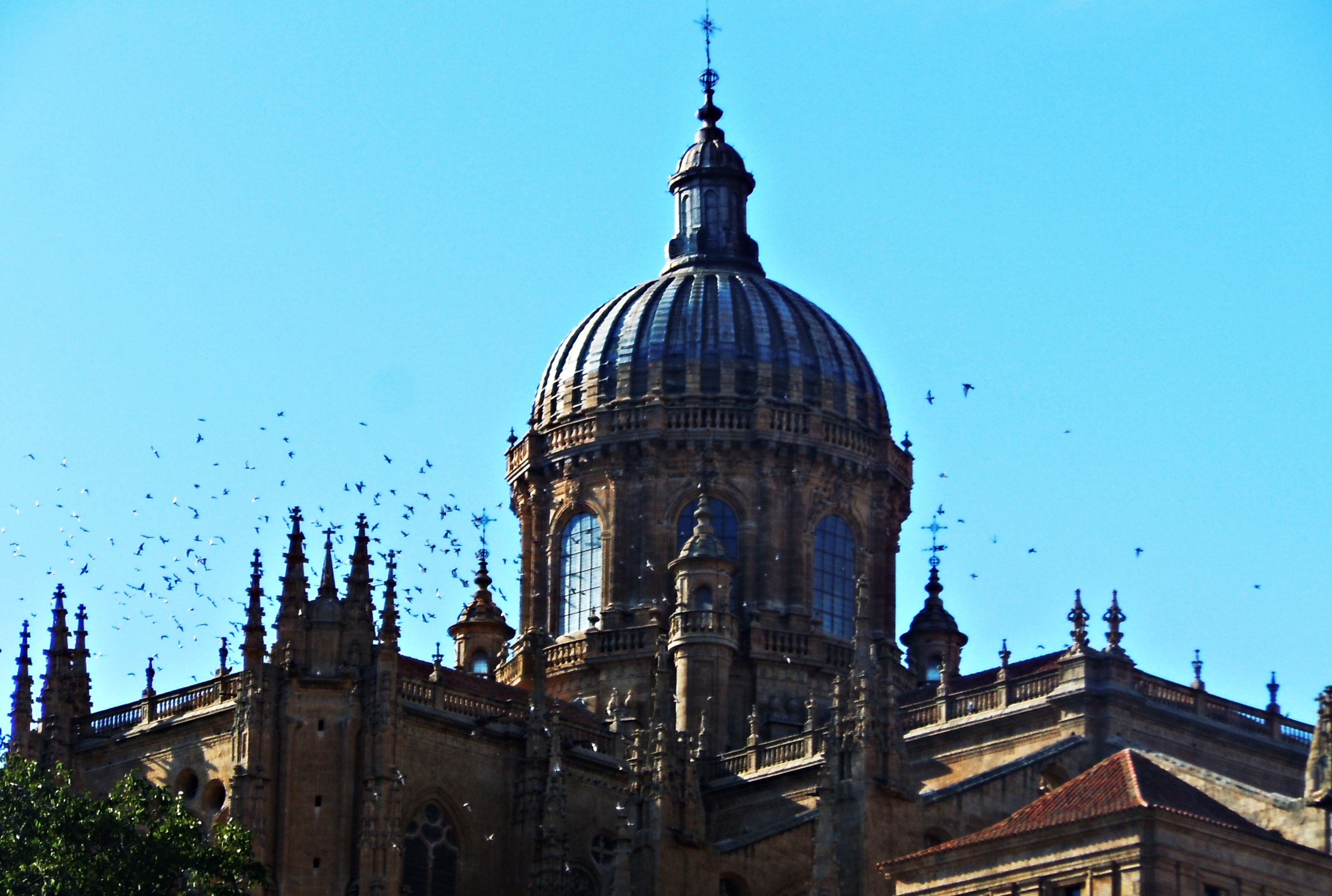
Os teólogos da Escola de Salamanca foram de orientação fortemente tomista.

- Domingo Báñez (1528 – 1604) (ligado à controvérsia molinista)
- João de Santo Tomás (1589 – 1644) (tomista português)
- Tomás de Vallgornera[en] (1595 – 1665)
- João Batista Gonet (1616 – 1681)
- Charles René Billuart[fr] (1685 – 1757)
- Gaetano Sanseverino (1811 – 1865) (ligado ao neotomismo)
- Giuseppe Pecci (1807 – 1890) (neotomismo; irmão de Leão XIII)
- Tommaso Maria Zigliara (1833 – 1893) (neotomismo; primeiro supervisor da Edição Leonina[en])
- Dom Thiago Sinibaldi (1856 – 1928)
- Joseph Gredt (1863 - 1940)
- Édouard Hugon (1867 – 1929) (trabalhou na elaboração das 24 Teses Tomistas[75])
- Antonin-Gilbert Sertillanges (1863 – 1948)
- Réginald Garrigou-Lagrange (1877 – 1964) (opôs-se à Nouvelle Théologie[en])
- Henri Grenier[en] (1899 – 1980)
- Cornelio Fabro (1911 – 1995) (escreveu uma introdução ao tomismo)
- Carlos Nougué (1952 –) (representante contemporâneo do tomismo no Brasil)
- Pe. Álvaro Calderón (1956 –)

### Autores influenciados pelo tomismo
- Jacques Maritain (personalismo)
- Edith Stein (fenomenologia)
- Alasdair MacIntyre (filosofia analítica)
- Mortimer J. Adler (filosofia analítica)
- Étienne Gilson (existencialismo)
- Edward Feser (filosofia analítica)
- Antonio Millán-Puelles (fenomenologia)
- Octavio Nicolás Derisi
- Roger Verneaux
- Michel Villey
- Juan Manuel Ortí y Lara
- Tomáš Týn
- Alejandro Llano Cifuentes

### Obras de Santo Tomás de Aquino

#### Obras completas
- Obra completa em Corpus Thomisticum (em Latim)
- Obras disponíveis em Isidore (diversos idiomas)
- Obras disponíveis em Documenta Catholica Omnia (diversos idiomas)
- Obras disponíveis em The Aquinas Institute (em Latim e Inglês)
- Obras disponíveis da Edição Leonina (em Latim)
  - Disponíveis também em Corpus Thomisticum (em Latim)
  - Disponíveis também em sydneypenner.ca (em Latim)
- Obras disponíveis da Edição Marietti (em Latim)

#### Obras sobre política e direito
- AQUINO, Tomás de, De Regno (em Latim e Inglês)

#### Obras teológicas
- AQUINO, Tomás de, Summa Theologiae (em Latim e Inglês)
- AQUINO, Tomás de, Suma Teológica (em Português)
- AQUINO, Tomás de, Summa Contra Gentiles (em Latim e Inglês)
- AQUINO, Tomás de, Suma Contra os Gentios (em Português)